# Herminia delineata
Herminia delineata là một loài bướm đêm trong họ Noctuidae.